# Bernard Jousselin
Pour les articles homonymes, voir Jousselin.
Bernard Jousselin (né le 23 juin 1960 à Saint-Rémy-du-Val), est un coureur cycliste français, actif chez les amateurs.

## Biographie
Bernard Jousselin a été licencié au VS Chartres, à l'UC Montgesnoise et à l'UC Neufchâtel. Resté amateur, il a notamment remporté le Tour de La Réunion et diverses courses nationales comme Jard-Les Herbiers, le Circuit de la vallée de la Loire ou Troyes-Dijon. Il a également été membre de l'équipe de France amateurs dans les années 1980,.
Après sa carrière sportive, il ouvre en 1997 un magasin de cycles à Alençon,, qu'il dirige jusqu'en décembre 2021. Dans les années 2010, il continue de participer à des courses cyclistes sous les couleurs de l'UC Montgesnoise.

## Palmarès
- 1983
  - 2e étape du Circuit Berrichon
- 1984
  - 5e étape du Tour de Normandie
  - Paris-L'Aigle
  - 2e de Paris-Connerré
  - 2e du Grand Prix de l'Équipe et du CV 19e
- 1985
  - Jard-Les Herbiers
  - Tour de La Réunion
  - 2e des Trois Jours de Rennes
- 1986
  - Circuit de la Vallée de la Loire
  - Troyes-Dijon
- 1988
  - 2e du Grand Prix des Foires d'Orval
  - 3e de Nantes-Segré
  - 3e du Circuit de l'Aisne
- 1990
  - Grand Prix des Foires d'Orval
- 1991
  - 2e du championnat de l'Orléanais
- 1993
  - Tour du Pays d'Auge
  - 2e de Paris-Mantes
- 1994
  - Grand Prix des Foires d'Orval
- 1995
  - 2e du Grand Prix Christian Fenioux
  - 2e de la Route d'Or du Poitou
- 1996
  - Boucles de la CSGV